# Distretto di Chachapoyas
Il distretto di Chachapoyas è un distretto del Perù nella provincia di Chachapoyas (regione di Amazonas) con 23.939 abitanti al censimento 2007 dei quali 23.203 urbani e 737 rurali. 
È stato istituito fin dall'indipendenza del Perù.

## Località
Il distretto è formato dalle seguenti località:
- Chachapoyas
- Caclic
- Vitaliano
- El Tapial
- Rondon
- Pollapampa
- Bocanegra
- Leticia
- El Cruce
- Achamaqui
- Pucacruz
- El Molino
- Villa Paris
- Santa Isabel
- Osmal
- El Atajo
- Santa Cruz
- Maripata
- Membrillo
- Taquipampa
- Opelel
- Taquia
- El Franco
- Puente Utcubamba
- Hidalgo
- San Antonio
- Mitopampa
- Sacra Huayco
- Silva Urco
- San Isidro
- El Alfalfar
- Jupia
- Penca Pampa
- Lucmauro